# 舘山バイパス
舘山バイパス（たてやまバイパス）は、山形県米沢市を通過する国道121号のバイパス道路。米沢市街地における渋滞・狭隘箇所の回避ルートとして機能している。

## 概要
2013年に本バイパスが国道121号の本線となった。

### 路線データ
- 起点：米沢市窪田町窪田（国道13号交点）
- 終点：米沢市舘山（山形県道233号綱木米沢停車場線交点）

## 歴史
- 1994年（平成6年） - 一部開通。国道121号の支線として追加指定。[1]
- 2000年（平成12年） - 全線開通。
- 2013年（平成25年）9月27日 - 国道287号米沢北バイパス整備進行に伴い舘山バイパスが国道121号本線となる路線名変更が実施される。舘山バイパス区間に国道13号交点-米沢北インターチェンジ交差点間が追加指定。旧道となる米沢市万世町片子-米沢市舘山間は米沢市道・山形県道233号綱木米沢停車場線・山形県道232号板谷米沢停車場線に移管。これにより国道121号の起点が米沢市万世町片子から米沢市窪田町窪田に変更。[2][3][4]

## 地理

### 交差する道路
- 国道13号（羽州街道）
- E13 東北中央自動車道米沢北IC
- 山形県道152号米沢環状線・国道13号米沢バイパス方面（米沢市徳町・ハードオフ米沢徳町店前）
- 山形県道3号米沢南陽白鷹線（米沢市徳町）
- 国道287号、山形県道152号米沢環状線・山形大学米沢キャンパス方面（米沢市成島町三丁目）